# Nauener Tor

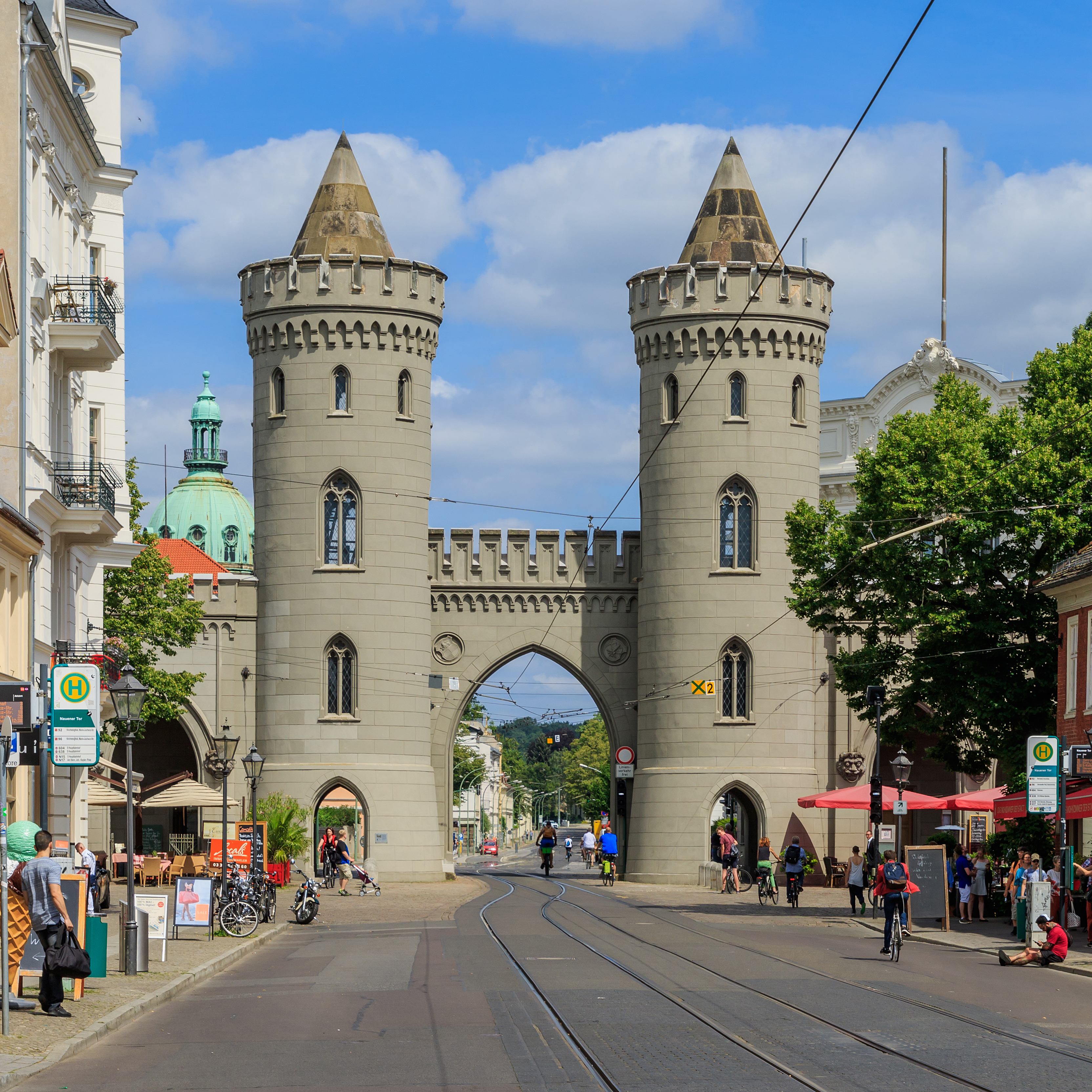
Nauener Tor

De Nauener Tor is een stadspoort in de Duitse stad Potsdam. Het is een van de drie overgebleven stadspoorten in de stad. De poort werd in 1754/55 gebouwd en is een van de eerste voorbeelden van de neogotiek op het Europese vasteland.
Op ongeveer vierhonderd meter van de huidige locatie bevond zich in 1720 de eerste Nauener Tor. Rond 1733 werd op de huidige locatie een poort gebouwd. Het huidige poortgebouw werd in 1755 door de architect Johann Gottfried Büring gerealiseerd in opdracht van Frederik II van Pruisen. Als voorbeeld diende waarschijnlijk het Inveraray Castle in Schotland.
Brandenburger Tor · Jägertor · Nauener Tor

Verdwenen poorten: Berliner Tor · Neustädter Tor